# International Financial Reporting Standard 16
Der International Financial Reporting Standard 16 - Leases (IFRS 16) ist ein internationaler Rechnungslegungsstandard (IFRS) des International Accounting Standards Board (IASB), der die Bilanzierung von Leasingverhältnissen regelt. Er hat ab dem 1. Januar 2019 den bis dahin gültigen International Accounting Standard 17 sowie die Interpretationen IFRIC 4, SIC 15 und SIC 27 ersetzt. Als größte Änderung des neuen Standards gilt, dass Leasingnehmer künftig fast alle Leasinggeschäfte aktivieren und die Summe aller zukünftigen Zahlungsverbindlichkeiten abgezinst als Verschuldung ausweisen müssen.

## Entwicklung
Eine Änderung der bestehenden Regelungen zur Bilanzierung von Leasingverhältnissen wurde erstmals im Juni 2006 ins Arbeitsprogramm der IASB aufgenommen. 2009 folgte die Veröffentlichung des ersten Diskussionspapiers „Leasingverhältnisse: Vorläufige Sichtweisen“ zur Thematik. Schließlich wurde ein Jahr später der erste Standardentwurf vorgestellt. Die Veröffentlichung des finalen Standards fand schließlich am 13. Januar 2016 statt.
Ursprünglich wurde das Projekt gemeinsam vom International Accounting Standards Board (IASB) und dem amerikanischen Financial Accounting Standards Board (FASB) begonnen. Die Zusammenarbeit führte zum IFRS 16 des IASB und dem ASC 842 nach den US-GAAP. In den finalen Standards konnten sich IASB und FASB auf eine einheitliche Definition der Leasinggeschäften einigen. Beide Gremien setzten auch eine ähnliche Herangehensweise zur Bewertung von Leasingverbindlichkeiten und zum Ansatz der Finanzierungsleasinggeschäfte in den neuen Standards durch. Die Bilanzierung beim Leasinggeber wurde keinen größeren Änderungen unterworfen.
In den finalisierten Standards konnte jedoch von IASB und FASB keine Einigung bei der Bilanzierung der Leasingnehmer erzielt werden. Während im IFRS 16 ein Leasingmodell durchgesetzt wurde, bei dem grundsätzlich alle Leasinggeschäfte in der Bilanz zu zeigen sind, wird im ASC 842 weiterhin zwischen operating leases und capital leases unterschieden.
Der IFRS 16 ist für alle Geschäftsjahre, die ab dem 1. Januar 2019 beginnen, verpflichtend anzuwenden. Wird der IFRS 15 bereits angewendet, können Unternehmen den IFRS 16 bereits früher anwenden.

## Der Begriff des Leasingverhältnisses
Ein Leasingverhältnis ist in IFRS 16.9 definiert als eine Vereinbarung, bei der der Leasinggeber dem Leasingnehmer gegen eine Gegenleistung das Recht auf Nutzung eines identifizierten Vermögenswertes (identified asset) für einen vereinbarten Zeitraum überträgt.
Besonders bedeutsam ist in der Neudefinition der identifizierte Vermögenswert. Dieser liegt vor, wenn er im Vertrag explizit definiert wird. Ein identifizierter Vermögenswert liegt nicht vor, wenn der Leasinggeber ein substantielles Austauschrecht des Vermögenswertes hat (der Leasinggeber kann während der gesamten Laufzeit den Leasinggegenstand austauschen und hat selbst einen wirtschaftlichen Vorteil durch diese Option).

## Klassifizierung von Leasingverhältnissen
Im Gegensatz zu seinem Vorgänger unterscheidet der IFRS 16 beim Leasingnehmer nicht mehr zwischen Finanzierungs-Leasingverhältnissen und Operating-Leasingverhältnissen. Dadurch ist die bisherig off-balance-Bilanzierung nur noch eingeschränkt möglich. Im Gegensatz zur on-balance-Bilanzierung bedeutet off-Balance, dass Leasingobjekte nicht in der Bilanz gezeigt werden.

### Bilanzierung
Bisher wurde zwischen Finanzierungsleasing und operativem Leasing unterschieden. Beim Finanzierungsleasing werden alle mit dem Eigentum verbundenen Risiken und Chancen des Leasingobjekts an den Leasingnehmer übertragen. Der Vermögenswert wird beim Leasingnehmer bilanziert (on-balance). Beim Operativen Leasing verbleiben die wesentlichen Chancen und Risiken im Zusammenhang mit der Nutzung des Vermögenswertes beim Leasinggeber. Nur kurzfristige Verbindlichkeiten werden in der Bilanz vorgewiesen.
Mit dem neuen IFRS 16 sind nun Leasingverpflichtungen einerseits und andererseits der Right-of-use in der Bilanz vorzuweisen. Ausnahmen bilden Leasingverbindlichkeiten mit einer Laufzeit von weniger als zwölf Monaten sowie geringwertige Leasingverträge.

### Auswirkungen
Das Operating-Leasing glich bisher eher einem Mietvertrag. In der Aktiva wurde kein Vermögenswert ausgewiesen, auf der Passiva keine Verbindlichkeit. Die Leasingzahlungen wurden als Aufwand verbucht. Mit der Änderung zum on-balance-Leasing müssen Leasinggeschäfte nun auf der Aktivseite als Right-of-use und auf der Passivseite als Leasingverbindlichkeit ausgewiesen werden. In der Folge steigt bei Unternehmen die bisher überwiegend Operatives Leasing bilanziert haben die Verschuldung und die Eigenkapitalquote sinkt.  Einige Branchen sind somit besonders schwer von der Neuerung betroffen.

## Bilanzierung von Leasingverhältnissen

### Bilanzierungswahlrechte
Bei Leasingverhältnissen, die kurzfristig sind (short-term leases) oder von geringem Wert (underlying asset is of low value) besteht ein Wahlrecht, die Leasinggeschäfte weiterhin off-balance abzubilden.

### Bilanzierung beim Leasingnehmer
Der Leasingnehmer (lessee) hat den Leasingwert als Vermögenswert aus einem Nutzungsrecht (right-of-use asset; kurz RoU) zu bilanzieren. Das RoU wird in Höhe der Anschaffungskosten bilanziert und ist über den kürzeren Zeitraum aus Leasinglaufzeit und wirtschaftlicher Nutzungsdauer abzuschreiben. Auf der Passiv-Seite wird dem RoU eine Leasingverbindlichkeit gegenübergestellt. Der Wert des RoU ist als Höhe der ursprünglichen Leasingverbindlichkeit inklusive bereits geleisteter Zahlungen abzüglich Anreize (lease incentives), zuzüglich anfänglicher direkter Kosten (initial direct costs) auszuweisen (IFRS 16.24).
Als Leasingverbindlichkeit wird der abgezinste Betrag aller kommenden Leasingzahlungen angesetzt.

### Bilanzierung beim Leasinggeber
Der Leasinggeber (Lessor) unterscheidet weiter nach Finanzierungsleasing und Operating-Leasing.

#### Finanzierungsleasing
Beim Finanzierungsleasing werden alle mit dem Eigentum verbundenen Risiken und Chancen des Leasingobjekts an den Leasingnehmer übertragen.
Der Leasinggeber hat eine Forderung in Höhe des Nettoinvestitionswertes aus dem Leasingverhältnis zu aktivieren. Eingehende Leasingzahlungen sind als Kapitalrückzahlung und Finanzertrag zu verbuchen.

#### Operating-Leasing
Beim Operating Leasing sind die wesentlichen Chancen und Risiken im Zusammenhang mit der Nutzung des Vermögenswertes beim Leasinggeber verblieben. Das Leasingobjekt wird als Vermögenswert in der Bilanz aktiviert. Abgeschrieben werden diese Vermögenswerte nach den Vorschriften des IAS 16 bzw. IAS 38. Erlöse aus den Leasingraten sind linear zu vereinnahmen.